# پادشاه دونگسونگ
پادشاه دونگسونگ (به کره‌ای: 동성왕)، (سلطنت:۴۷۹~۵۰۱ میلادی)؛ بیست و چهارمین پادشاه بکجه، یک پادشاهی از میان سه پادشاهی کره بود. او نوه پادشاه گون‌گه‌رو بیست و یکمین پادشاه بکجه بود.

## پیش‌زمینه
او پسر بویو گونجی، و برادرزاده پادشاه مونجو بود که پس از شنیدن خبر سقوط پایتخت بکجه، درسال ۴۷۷ میلادی از پادشاهی وا به بکجه بازگشت. بویو گونجی در همان سال درگذشت، و ممکن است مانند پادشاه مونجو توسط «هه گو» به قتل رسیده باشد. پس از مرگ پادشاه سامگون که بدون فرزند درگذشت، تاج و تخت به پادشاه دونگسونگ رسید. به نظر می رسد که پادشاه دونگسونگ توسط قبیله جین که بر شورش هه گو چیره شد، به تاج و تخت دست یافته است.

## سلطنت
او پس از انتقال پایتخت از هان سونگ به اونگجین، برای تقویت قدرت دربار تلاش کرد. او چندین دژ ساخت تا پایتخت جدید را بسازد. او قبیله های محلی «سا»، «یون» و «بک» را برای مقابله با اشراف ریشه دار از پایتخت سابق در دربار ادغام کرد.
پادشاه دونگسونگ درسال ۴۸۴ میلادی یک سفیر برای ادای احترام به چی جنوبی فرستاد و پس از یک وقفه طولانی، روابط بکجه با جنوب چین را بازگشایی کرد.
او از طریق ازدواج با یک نجیب‌زاده شیلایی درسال ۴۹۳ با شیلا اتحاد برقرار کرد و دو کشور در حمله به گوگوریو درسال ۴۹۵ میلادی متحد شدند.
درسال ۴۹۸ میلادی، ارتش بکجه پادشاهی تامنا، جزیره ججو را که بیست و دو سال قبل به طور رسمی حکومت بکجه را پذیرفته بود، تحت سلطه کامل خود درآورد، زیرا برای دربار بکجه خراج ارسال نمی‌کرد.
کتاب چی بیان می‌کند که پادشاه دونگسونگ، ارتش‌هایی را برای شکست دادن نیروهای گوگوریو به لیائودونگ و لیائوژی (요서 遼西) در چین فرستاد.

## مرگ
از آغاز سال ۴۹۹ میلادی، کشور دچار قحطی شد، اما به گفته سامگوک ساگی، پادشاه واکنشی نشان نداد. او در حالی که دزدی رواج پیدا می کرد، به سبک زندگی مفرط ادامه داد.
در اواخر حکومت پادشاه دونگسونگ، قبایل محلی پایتخت جدید قبایل سنتی قدرتمند بکجه، قبایل هه و جین را تحت الشعاع قرار دادند و حتی تاج و تخت را تحت فشار قرار دادند. پادشاه دونگسونگ با تبعید «بک گا» به دژی دورافتاده به دنبال مهار آنها بود. این باعث نارضایتی شدید شد و نیروهای «بک گا» پادشاه دونگسونگ را در حالی که او در حال شکار بود ترور کردند.

## خویشاوندی با پادشاه موریونگ
طبق سوابق سامگوک ساگی و سامگوک یوسا، پادشاه موریونگ دومین پسر پادشاه دونگسونگ است. با این حال، طبق کتاب ژاپنی نیهون شوکی، پادشاه موریونگ پسر بزرگ بویو گونجی و برادر بزرگتر پادشاه دونگسونگ است. دختر پادشاه دونگسونگ، بانو «بوگوا» با پادشاه بوپهونگ، پادشاه شیلا ازدواج کرد و پادشاه دونگسونگ پدربزرگ مادری «کیم ناممو» شاهزاده شیلا بود.
به گفته نیهون شوکی، پادشاه دونگسونگ برادر ناتنی پادشاه موریونگ بود. این فرضیه زمانی اعتبار پیدا کرد که کتیبه‌ای در آرامگاه سلطنتی «سونگ سانری»، گونگجو درسال ۱۹۷۱ میلادی کشف شد، که نشان می‌داد پادشاه موریونگ درسال ۴۶۲ میلادی به دنیا آمده است. پادشاه موریونگ درسال ۴۶۱ یا ۴۶۲ میلادی متولد شد و درسال ۵۲۳ میلادی درگذشت، همانطور که در سنگ نوشته او ثبت شده است. در همین حال، گزارشی وجود دارد که نشان می‌دهد پادشاه دونگسونگ زمانی که بعد از پادشاه سامگون که درسال ۴۶۵ میلادی به دنیا آمد، درسال ۴۷۹ میلادی درگذشت، جوان بود، بنابراین او در حدود سال ۴۶۸ میلادی به دنیا آمد و درسال ۵۰۱ میلادی توسط «بک گا» ترور شد.

## خانواده
- پدر: بویو گونجی (پسر بیست و یکمین پادشاه بکجه، پادشاه گون‌گه‌رو)
- مادر: ناشناس
  - برادر ناتنی: پادشاه موریونگ - به گفته سامگوک ساگی و سامگوک یوسا، پادشاه موریونگ پسر او بود، اما به گفته نیهون شوکی، پادشاه موریونگ برادر ناتنی او بود.[۷] اول از همه، نتایج حفاری آرامگاه پادشاه موریونگ به وضوح نشان می‌دهد که پادشاه موریونگ از پادشاه دونگسونگ بزرگتر بوده، بنابراین قطعاً او پسر او نیست.
  - ملکه: ناشناخته - بانوی نجیب‌زاده شیلایی
    - دختر: شاهدخت بوگوا - همسر بیست و سومین پادشاه شیلا، پادشاه بوپهونگ
    - پسر: بویو جاون
    - پسر: بویو جاماکگو
      - نوه: بویو دوچون

## تصویرسازی مدرن
توسط «جونگ چان» درمجموعه تلوزیونی «سوبکهیانگ، دختر امپراتور»، MBC درسال ۲۰۱۳ به تصویر کشیده شد.